# Gateway (Alaska)
Gateway és una concentració de població designada pel cens dels Estats Units a l'estat d'Alaska. Segons el cens del 2000 tenia 2.952 habitants.

## Demografia
Segons el cens del 2000, Gateway tenia 2.952 habitants, 981 habitatges, i 781 famílies La densitat de població era de 70,1 habitants/km².
Dels 981 habitatges en un 49,6% hi vivien nens de menys de 18 anys, en un 66,8% hi vivien parelles casades, en un 7,8% dones solteres, i en un 20,3% no eren unitats familiars. En el 15,8% dels habitatges hi vivien persones soles el 2,7% de les quals corresponia a persones de 65 anys o més que vivien soles. El nombre mitjà de persones vivint en cada habitatge era de 3,01 i el nombre mitjà de persones que vivien en cada família era de 3,36.
Per edats la població es repartia de la següent manera: un 34,5% tenia menys de 18 anys, un 6,2% entre 18 i 24, un 31,6% entre 25 i 44, un 22,6% de 45 a 60 i un 5,1% 65 anys o més.
L'edat mediana era de 33 anys. Per cada 100 dones hi havia 100 homes. Per cada 100 dones de 18 o més anys hi havia 101,8 homes.
La renda mediana per habitatge era de 60.385 $ i la renda mediana per família de 65.990 $. Els homes tenien una renda mediana de 51.250 $ mentre que les dones 37.135 $. La renda per capita de la població era de 24.548 $. Aproximadament el 5,2% de les famílies i el 7,2% de la població estaven per davall del llindar de pobresa.

## Poblacions més properes
El següent diagrama mostra les poblacions més properes.